# Merkury (imię)
Merkury – imię męskie pochodzenia łacińskiego, od łac. Mercurius, prawdopodobnie pochodzącego od mercari – "handlować". Imię to nosił rzymski bóg handlu, kupców i podróżników, później utożsamiony z greckim Hermesem. Patronem tego imienia w Kościele katolickim jest św. Merkury z Cezarei (III wiek).
Merkury imieniny obchodzi 25 listopada.
Żeński odpowiednik: Merkuria